# カーボン・オフセット制度
カーボン・オフセット制度は日本環境省の政策。カーボン・ニュートラルに従って定められた取り組み。カーボン・オフセットを更に深化させ、事業者等の事業活動等から排出される温室効果ガス排出総量の全部を他の場所での排出削減・吸収量でオフセット(埋め合わせ)する取組を指す。